# ウインドリバー・システムズ
ウインドリバー・システムズ (英: Wind River Systems) は、アメリカ合衆国のソフトウェア企業。TPGキャピタルの子会社。ソフトウェアの中でも特に組み込みシステム向けリアルタイムオペレーティングシステム（RTOS）の世界に強いことで知られる。

## 概要
1981年Jerry FiddlerとDavid Wilnerの2人が創業。1983年に正式に法人化された。当初はソフトウェアによるリアルタイムの機械制御に関するコンサルティングを行っていたが、1987年に初の自社製品として発売したVxWorksがヒットし、組み込みシステム業界における橋頭堡を築く。以後もVxWorksを軸とした製品展開で事業を発展させ、1993年にはNASDAQ上場を果たした。
1999年にZinc Softwareを買収したのを皮切りに積極的なM&Aで業容を拡大する路線に転じている。
2000年、pSOSの開発元Integrated Systems, Inc.を買収する。
2001年にはBSD/OSの開発元であるBSDiを買収、BSD/OSやFreeBSDなどをベースとしたソフトウェア展開を図る方針を明らかにしていたが、2003年にはBSD/OSの販売を終了しLinuxに力を入れる方針に転換。2007年2月にはRTLinuxの関連特許・商標などを持つFSMLabsを買収するなど、VxWorksとLinuxの2本柱による収益の拡大を図っている。
日本では1989年に日本法人のウインドリバー株式会社を設立し営業を行っているほか、世界16ヶ国に拠点を持つ。
2009年6月4日、インテルとの間で同社を約8億8400万ドルで買収することに合意したと正式に発表された。なお、会社としては独立企業のままインテルの子会社となる。
2018年4月3日、TPGキャピタルが、ウインドリバーをインテルから買収することを発表。